# Émile Boutmy

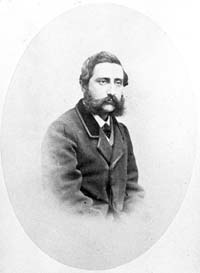
Émile Boutmy

Émile Boutmy (1835-1906) foi um sociólogo e cientista político francês.